# Raión de Shevchenko (Zaporiyia)
Raión de Shevchenko (en ucraniano: Шевченківський район) es un raión o distrito urbano de Ucrania, en la ciudad de Zaporiyia. 
Comprende una superficie de 98 kilómetros cuadrados.

## Demografía
Según estimación 2010 contaba con una población total de 157.100 habitantes.